# اوسا، پرم
شهر اوسا، پرم (به روسی: Оса) در کشور روسیه و در کرای پرم واقع شده‌است.